# Odyneropsis armata
Odyneropsis armata är en biart som först beskrevs av Heinrich Friese 1900.  Odyneropsis armata ingår i släktet Odyneropsis och familjen långtungebin. Inga underarter finns listade i Catalogue of Life.